# Stumpwm
Stumpwm (Stump Window Manager) – menedżer okien dla X11, napisany całkowicie w języku Common Lisp, następca ratpoisona. Jego filozofia opiera się na minimalizmie wyrażanym między innymi w dekoracjach okien. Implementacja pozwala skonfigurować każdy aspekt działania menadżera w czasie jego działania.